# The Batallion
The Batallion – norweski zespół muzyczny powstały w 2006 roku w Bergen. Wykonuje muzykę na pograniczu black, death i thrash metalu. Muzycą są związani z rodzimą wytwórnią Dark Essence Records i mają na swoim koncie dwa albumy studyjne oraz jeden minialbum.
The Batallion powstał latem 2006 roku w Bergen z inicjatywy muzyków, grających niegdyś w takich zespołach jak: Old Funeral, Grimfist, Taake czy Borknagar. W grudniu 2006 roku zespół miał już przygotowane swoje pierwsze cztery utwory, które nagrał w rodzimym Conclave Studio. Minialbum ukazał się nakładem Masculin Records i nosił tytuł The Batallion. Wydawnictwo obejmowało 500 płyt CD i 500 7" winyli. Udany debiut zapewnił grupie udział w festiwalach Hole In The Sky Festival i Festung Open Air. W 2007 roku zespół pojawił się w studio ponownie, gdzie rozpoczął nagrywanie debiutanckiego pełnego albumu. Muzycy podpisali kontrakt z wytwórnią Dark Essence Records, która 17 marca 2008 wydała Stronghold Of Me. 
W latach 2008 i 2009 zespół wystąpił podczas Inferno Metal Festival, największego festiwalu muzyki metalowej w Norwegii.
Drugi album The Batallion Head Up High ukazał się 27 września 2010 roku nakładem Dark Essence Records.

## Muzycy
- Stud Bronson - śpiew, gitara
- Lust Kilman - gitara
- Kai K. Lie jako "Colt Kane" - gitara basowa
- Tormod "Morden" Haraldson - perkusja

## Dyskografia
- The Batallion (EP, 2007, Masculin Records)
- Stronghold of Men (2008, Dark Essence Records)
- Head Up High (2010, Dark Essence Records)